# آسپاگورس یکم
آسپاگورس یکم ایبری (به گرجی: ვარაზ-ბაკურ I، به لاتین: Aspacures)، از دودمان اشکانی ایبری، از سال ۲۶۵ تا ۲۸۴ پادشاه ایبری (با نام اصلی کارتلی، گرجستان باستان) بود.
بر پایه تواریخ سده‌های میانی گرجی (قرون وسطی)، آسپاگورس یکم بیست و سومین یا بیست و پنجمین پادشاه ایبری بود که همراه با ارمنی‌ها در برابر گسترش ایران ساسانی به قفقاز ایستادگی کرد. گمان می‌رود که پادشاهی او برابر با تسلط کوتاه مدت رومیان بر سرزمین‌های تحت فرمان امپراتورهای اورلیان و کاروس بوده باشد. گزارش شده‌است که او در یورش ایرانیان شکست خورده و سپس در تبعید در آلانیا درگذشت. بر اساس تاریخچهٔ زندگی پادشاهان، او در خط دودمان خود آخرین نفر بود، اما ادعا می‌شود که دخترش، آبشورا، با مهران سوم فرزند شاپور یکم ساسانی ازدواج کرده‌است، که پس از او بر تخت پادشاهی نشسته و نخستین پادشاه گرجستانی می‌شود که از مسیحیت حمایت می‌کند.
نام او که توسط مورخ همدوره خود، آمیانوس مارسلینوس (XXVII 12.16) ثبت شده‌است، ظاهراً برداشتی لاتینیزه شده از وراز پاکور پارسی یا واراز-باکور گرجی از وقایع نگاری گرجی اواخر سده‌های نزدیک (قرون وسطی) می‌باشد.